# O Diabo no Campanário
O Diabo no Campanário (em inglês: The Devil in the Belfry), também traduzido como O Demônio na Torre do Sino, é um conto satírico de Edgar Allan Poe, publicado pela primeira vez em 1839 no jornal Saturday Chronicle. É parte da coletânea Contos do Grotesco e do Arabesco de 1840.

## Enredo
O conto de Poe narra a história de uma cidadezinha holandesa chamada Vondervotteimittis, onde os habitantes se preocupam apenas com duas coisas: marcar o tempo e cultivar repolhos. Um dia, um demônio, carregando um grande violino, chega à cidade e causa caos na vida metódica dos moradores. Ele entra no campanário, ataca o sineiro e toca o sino treze vezes em vez de doze, horrorizando toda a cidade. O diabo permanece no campanário, tocando uma dança irlandesa e badalando os sinos ao puxar as cordas com os dentes.

## Análise
A palavra Vondervotteimittis seria um trocadilho com a pronúncia da frase "Wonder what time it is" (em português: Pergunto-me que horas são).
No conto, o narrador de Poe mostra um tempo que atua como agente social, onde o relógio de Vondervotteimittis controla a vida dos habitantes. Nesse lugar fictício, as horas determinam a sequência e sucessão dos eventos sociais.
Um dos artifícios que geram riso no conto é a deturpação de traços e linhas humanas nas descrições das personagens. Elas são descritas como velhinhos e velhinhas, pequeninos e gorduchos, com grandes olhos redondos e roupas coloridas que imitam as dos holandeses. O conto apresenta características peculiares para as personagens: o velhinho comum na conto tem uma imensa papada, os conselheiros têm papada dupla e o sineiro, papada tripla.

## Adaptações
O compositor francês Claude Debussy trabalhou em uma ópera chamada Le diable dans le beffroi entre 1902-1912, mas não chegou a finalizar o trabalho. Em uma entrevista, forneceu a seguinte sinopse da composição:
[...] é uma fantasia à maneira de Sterne. Um demônio mal-humorado se esconde um dia dentro do campanário de uma pacata vila holandesa e, em vez de deixar o relógio bater meio-dia, ele o força a bater treze horas. Daí resulta uma confusão muito divertida entre esses holandeses.
Em 1925, o italiano Adriano Lualdi estreou a ópera I diavolo nel campanile no Teatro alla Scala em Milão, adaptando o conto de Poe.
Uma versão de ópera de câmara do conto, com música de David McKay e libreto de Kent Ljungquist, foi apresentada no Worcester Polytechnic Institute em 8 de novembro de 1984. Uma outra adaptação para ópera da câmara teve composição de Gérard Pesson e libreto de David Lescot e foi incluída em um conjunto de três pequenas óperas, chamadas Trois Contes (em português: Três Contos).

## Na cultura popular
- No filme Twixt, com inspiração no conto de Poe, o diretor Francis Ford Coppola apresenta um relógio de torre de sete lados.[14]